# Троїцьке (Бердянський район)
Троїцьке (у 1930—2016 роках — Карла Маркса)— село в Україні, в Бердянському районі Запорізької області. Населення становить 750 осіб. Орган місцевого самоврядування — Берестівська сільська громада.

## Географія

### Розташування
Село Троїцьке знаходиться на березі річки Берестова в місці її впадіння в річку Берда, вище за течією примикає село Берестове, вище за течією річки Берда на відстані 0,5 км розташоване село Глодове, нижче за течією річки Берда на відстані 1 км розташоване село Миколаївка, на протилежному березі річки Берда — село Новосолдатське. Поруч проходить автомобільна дорога Т 0819.

### Корисні копалини
Біля села виявлено поклади граніту, графіту, слюди та промислових глин.

## Історія
Село засноване 1836 року переселенцями з Полтавської та Чернігівської губерній. До заселення приазовських степів біля нинішнього села знаходилась одна з фортець Дніпровської лінії укріплень — Захарівська.
Під час організованого радянською владою Голодомору 1932—1933 років померло щонайменше 217 жителів села.
Село Троїцьке (Карла Маркса) розташоване на берегах річок Берди і Берестянки. Багато століть тому на місці нашого села буяли високі трави, вздовж річок росли густі чагарники та дерева і називалася ця місцевість Дике поле. М’який клімат, багаті угіддя й пасовища приваблювали велику кількість кочових племен. З кінця 18 століття починається заселення краю. Переселенці Полтавської і Чернігівської губерній в 1836 році заснували село Троїцьке (з 1930 року село Карла Маркса), назва якого пов’язана з релігійним святом Трійці. Біля села Троїцьке були розташовані дрібні хутори: Калайтанівка, Глодове, Безіменне, Водяне. Жили селяни в глинобитних мазанках, покритих очеретом або соломою.
Тяжкий удар по селу нанесла перша світова війна: мобілізували чоловіків, забрали коней, фураж. Життя простих селян погіршало. Багато чоловіків загинуло, зросло число вдів і дітей-сиріт, але точних даних про втрати села за роки першої світової війни не збереглося. Потім була Жовтнева революція і громадянська війна. В селі Карла Маркса встановилася радянська влада. Першим головою сільради був обраний Пархоменко Г.І., а секретарем – Новосела Ф.І. В 1920 році під час нападу на село махновців Новосела Ф.І. був убитий. По закінченні громадянської війни життя в селі почало налагоджуватися.
Влітку 1926 року на території Троїцької сільської ради проживало 3 664 жителі. Землі було 5 292 десятини, робочих коней – 426 голів; волів – 427; овець – 2 095; корів та биків – 825; було 2 вітряних і 4 водяних млини.  В кінці 20-х років в с. Троїцькому розпочалася колективізація. В 1929 році був організований колгосп «Батрак України». Організатором і першим головою колгоспу був двадцятип''ятитисячник Могильний Микола Ілліч.  Згадують жителі села голод 1932-1933 років: як пухли і помирали люди; як їли грицики, лободу. Говорять, що до 1936 року хліба не наїдалися вволю.   Змінювалося життя селян в другій половині 30-х років: з’явилися радіо – навушники (щоб краще було чути їх клали в тарілку); перші велосипеди. Наш колгосп був учасником Першого з’їзду колгоспників. На цей з’їзд повинен був їхати голова колгоспу Могильний, але його здоров''я погіршало і поїхав його замісник Латиш Григорій Ігнатович. На цьому з’їзді колгоспу подарували автомобіль «Форт» і вручили Червоний прапор. Першим шофером на «Фордові» був Добриця Василь Савелійович. З’явився перший трактор «Форзон», першим трактористом був Корнієнко Д.Г. напередодні війни в колгоспі нараховувалося 20 тракторів, багато молотарок, жниварок; в селі працювали три початкових  і одна семирічна школа, були хати-читальні.

Але мирна праця була перервана нападом німецьких фашистів. Більше 500 жителів села пішло на фронт, 196 чоловік вивезли до Німеччини, 9 чоловік розстріляли.   З війни не повернулося 311 жителів села. Нестерпно тяжким були дні окупації. Фашисти зруйнували господарство, спалили багато будівель і школу, паровий млин, амбари, крамницю, зірвані були 2 мости. 17 вересня 1943 року ворога було вигнано з території села. За визволення села загинуло 11 Радянських бійців. Серед них старший політрук Верецький І.А. В 1946 році  в селі була оформлена Братська могила воїнів, які загинули при звільненні села. В 1973 році встановлений монумент в честь земляків, які віддали життя, захищаючи Батьківщину. Два наші односельчанина удостоєні високого звання Героя Радянського Союзу. Це Шамрай Михайло Семенович і Якименко Іван Семенович.
На честь героїв Радянського Союзу Шамрая М. С. та Якименко І. С. в селі названі вулиці. Зведено Братську могилу загиблим воїнам-визволителям та встановлено Обеліск Слави загиблим односельчанам.
В сучасний період на території Карло-Марксівської сільської ради проживає 1064 громадян. Працює ТОВ АФ «Приазовська», 4 фермерських господарства, дільниця Бердянського РЕМ. На території ради є  школа, дитсадок, працює Будинок культури, ФАП, продовольчі та господарські магазини.
З 2016 році село перейменоване на Троїцьке та знаходиться в Обєднаній Берестівській Територіальній Громаді. Керівник громади Кушнір Наталія Миколаївна, староста села Троїцьке Приймак Віктор Іванович.
З 2020 року голова громади Жогло Ігор Олексійович, а староста села Гома Олексій Леонідович.

## Об'єкти соціальної сфери
- Школа.
- Дитячий садочок.
- Фельдшерсько-акушерський пункт.

## Відомі люди

### Народилися
- Шамрай Михайло Семенович — учасник радянсько-фінської війни, Герой Радянського Союзу.
- Василевська Валентина Іванівна — депутат Верховної Ради УРСР 9-го скликання.